# Guvernul eston în exil
Guvernul eston în exil (în estonă Eesti Vabariigi valitsus eksiili) a fost autoritatea guvernamentală oficială declarată a Republicii Estonia în exil, între 1944 și restabilirea suveranității Estoniei asupra teritoriului eston în 1991-92. Guvernul și-a urmărit legitimitatea prin succesiunea constituțională a ultimului guvern eston la putere înainte de invazia sovietică din 1940. În timpul existenței sale, a fost recunoscut pe plan internațional (de țările occidentale) ca guvernul legitim al Estoniei.

## Fundal

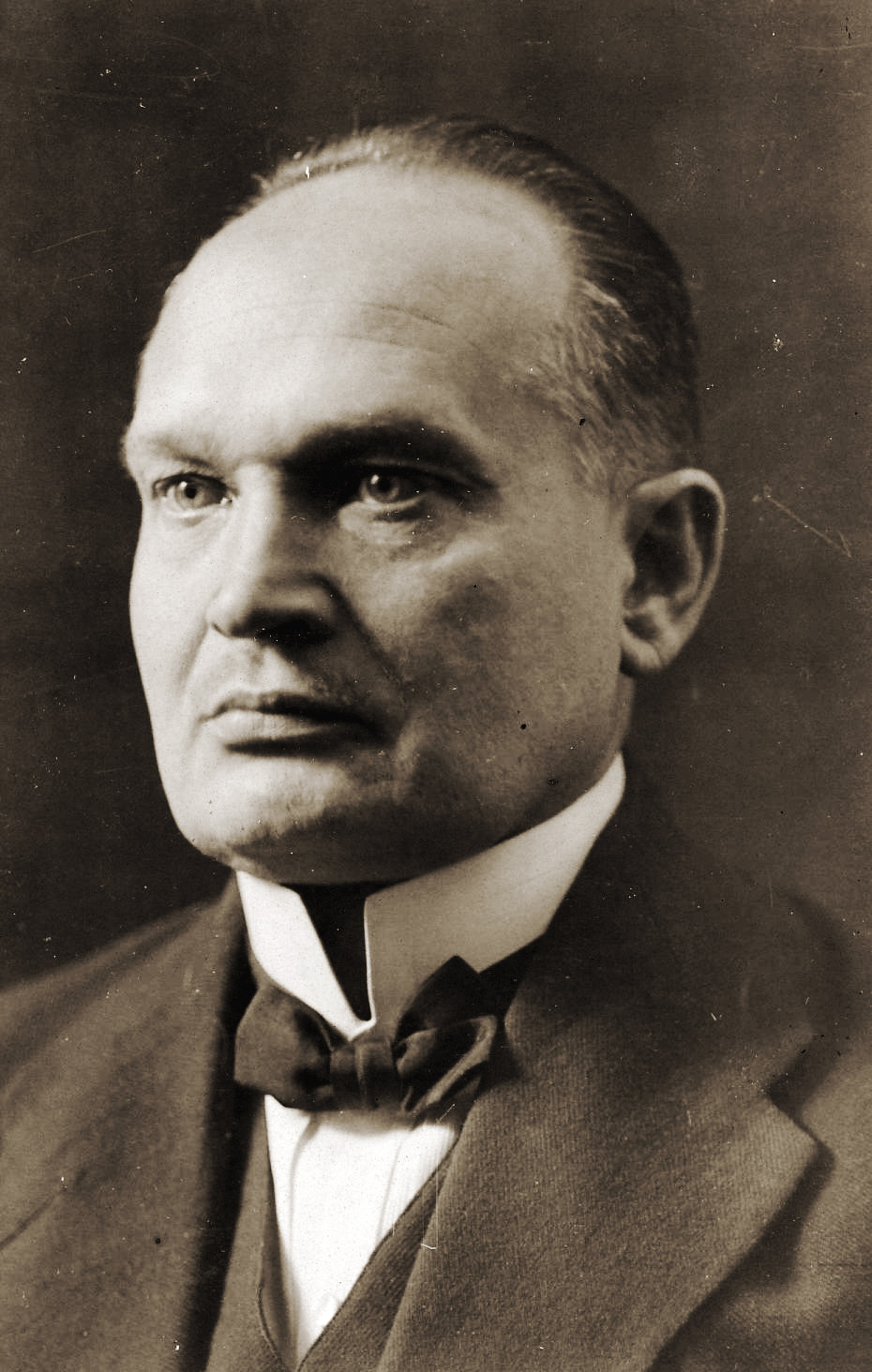
Președintele Konstantin Päts

Uniunea Sovietică a anexat ilegal Estonia la 14 iunie 1940. Autoritățile sovietice l-au arestat pe președintele Konstantin Päts și l-au deportat în Uniunea Sovietică unde a murit în închisoare în 1956. Mulți membri ai fostelor guverne și al celui actual au fost deportați sau executați, inclusiv opt foști șefi de stat și 38 de miniștri. Cei care au supraviețuit au dus activități considerate ilegale și clandestine de către sovietici. 
Jüri Uluots a fost ultimul prim-ministru constituțional în momentul ocupației sovietice. Odată cu pierderea lui Päts, Uluots, ca șef al guvernului eston în conformitate cu articolul 46 din Constituția Estoniei (Riigi Teataja 03.09.1937 Nr. 71 Art. 590), care preciza că dacă președintele a eliberat funcția sau este incapabil să-și îndeplinească atribuțiile, acele atribuții trebuiau să fie asumate de prim-ministru, devenind astfel șeful statului. 
Uluots a încercat să numească un nou guvern eston în iulie 1941, la începutul ocupației germane, dar autoritățile germane au refuzat să recunoască Estonia ca stat suveran.

## Istorie

### Comitetul Național sub ocupație nazistă
Comitetul Național al Republicii Estonia (în estonă Eesti Vabariigi Rahvuskomitee, EVRK) a fost format din persoane aflate în guvernul eston în timpul ocupației germane a Estoniei. Mulți membri au fost arestați de agenți de securitate germani. Comitetul a fost condus inițial, de la 23 martie 1944, de Kaarel Liidak, apoi, în perioada 15-16 august, de Otto Tief. Comitetul s-a autoproclamat ca putere supremă a Republicii Estonia la 1 august 1944. 

### Încercare nereușită de restabilire a independenței

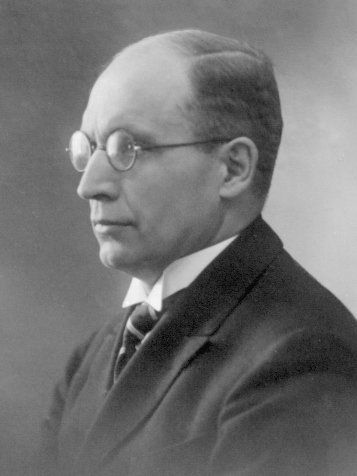
Jüri Uluots

În iunie 1942, liderii politici ai Estoniei care au supraviețuit represiunilor sovietice au ținut o întâlnire ascunsă de forțele de ocupație din Estonia unde au fost discutate formarea unui guvern eston subteran și opțiunile de păstrare a continuității republicii. La 6 ianuarie 1943, a avut loc o întâlnire cu delegația străină estonă din Stockholm. Pentru a se menține continuitatea legală a Republicii Estonia, s-a decis că ultimul ei prim-ministru constituțional, Jüri Uluots, va trebui să-și îndeplinească în continuare responsabilitățile de prim-ministru. La 20 aprilie 1944, Comitetul Electoral al Republicii Estonia (Vabariigi Presidendi Asetäitja Valimiskogu, instituția specificată în Constituție pentru alegerea Președintelui interimar al Republicii) a avut o întâlnire clandestină la Tallinn. Participanții au fost: 
- Jüri Uluots, ultimul prim-ministru al Estoniei înainte de ocupația sovietică,
- Johan Holberg, înlocuitorul comandantului-șef al Forțelor Armate,
- Otto Pukk, președintele Camerei Deputaților,
- Alfred Maurer, al doilea vicepreședinte adjunct al Consiliului Național,
- Mihkel Klaassen, judecător la Curtea Supremă a Estoniei.

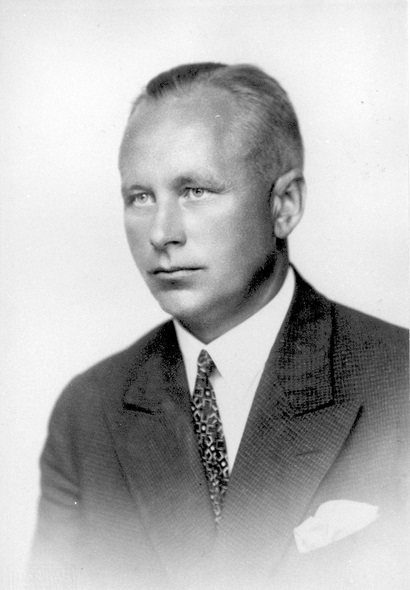
Otto Tief

Comitetul a stabilit că numirea lui Johannes Vares în funcția de prim-ministru a lui Konstantin Päts era ilegală și că Uluots și-a asumat funcția de președinte începând cu 21 iunie 1940.  La 21 iunie 1944, Jüri Uluots l-a desemnat pe Otto Tief ca vicepremier. La 18 septembrie 1944, Uluots, suferind de cancer, l-a numit pe Otto Tief premier interimar și a numit un guvern format din 11 membri. La 20 septembrie 1944, Uluots, din cauza sănătății deteriorate, a plecat în Suedia. Tief și-a asumat funcția în conformitate cu constituția și a profitat de ocazie odată cu plecarea germanilor pentru a declara restaurarea legitimă a guvernului eston. Majoritatea membrilor acestui guvern au plecat din Tallinn pe 21 septembrie, iar Tief la 22 septembrie. După cum a afirmat Institutul Regal pentru Afaceri Internaționale, pe 21 septembrie a fost proclamat guvernul național eston, forțele estone au ocupat clădirile guvernamentale din Toompea și au ordonat forțelor germane să plece. Steagul Germaniei a fost înlocuit cu tricolorul eston în turnul de pavilioane Pikk Hermann. Guvernul lui Tief, însă, nu a reușit să păstreze controlul, deoarece unitățile militare estone conduse de Johan Pitka s-au luptat cu germanii și cu sovieticii. La 22 septembrie, sovieticii au preluat controlul asupra orașului Tallinn și au înlăturat steagul eston.

### Fuga față de forțele sovietice
Guvernul Tief a fugit din Tallinn. Ultima întâlnire a avut loc în satul Põgari pe 22 septembrie. Cu toate acestea, barca care urma să-i evacueze a avut probleme cu motorul și nu a reușit să ajungă la timp. Majoritatea membrilor și oficialilor, inclusiv Tief, au fost prinși, închiși, deportați sau executați de către sovieticii care avansau. Tief a reușit să supraviețuiască un deceniu în Siberia și a murit în Estonia în 1976. Numai Kaarel Liidak, ministrul agriculturii, a murit în ascunzătoare la 16 ianuarie 1945. 

### Declarație oficială
După moartea lui Uluots, pe 9 ianuarie 1945, August Rei, cel mai în vârstă membru supraviețuitor al guvernului, și-a asumat rolul de șef de stat în funcție. Rei a fost susținut de membrii supraviețuitori ai guvernului Tief din Suedia. Rei a fost ultimul trimis eston la Moscova, înainte de anexarea sovietică, și a reușit să scape din Moscova prin Riga spre Stockholm, în iunie 1940. 
Rei a declarat un guvern eston oficial în exil pe 12 ianuarie 1953, în Oslo, Norvegia. (Oslo, nu Stockholm, a fost ales pentru că Norvegia nu a interzis o astfel de activitate politică, în timp ce Suedia a făcut-o.) 
Cu toate acestea, un alt grup de politicieni estoni credeau că un președinte ar trebui să fie ales prin intermediul unui organism reprezentativ. Acest grup a fost condus de Alfred Maurer, care a fost al doilea vicepreședinte al Consiliului Național al Estoniei înainte de 1940. Maurer a fost ales președinte interimar al Republicii (Vabariigi Presidendi Asetäitja) în exil la 3 martie 1953, în Augustdorf, Germania. În timp ce familia lui Maurer a avut mai mult sprijin în rândul comunității aflate în exil, el nu a numit niciodată un nou guvern (afirmând că guvernul lui Tief este încă în funcție și că nu este nevoie de un nou guvern) și această linie a dispărut după moartea lui Maurer - mai târziu, la 20 septembrie 1954. Acest lucru a făcut ca guvernul Rei să fie singurul concurent la legitimitate. 
Poziția de șef al guvernului a continuat să fie asumată prin succesiune după moartea lui Rei în 1963. Din 1953 până în 1992, s-au format cinci guverne în exil. 

### Diplomație
Din cele trei state baltice, numai Estonia a înființat un guvern formal în exil. În cazul Letoniei și al Lituaniei, autoritatea suverană a fost înzestrată cu legații diplomatice. Chiar și în ceea ce privește Estonia, legațiile au fost instrumentul principal pentru desfășurarea diplomației și pentru administrarea chestiunilor zilnice ale statului (cum ar fi eliberarea pașapoartelor). Legația principală a Estoniei a fost consulatul din New York . 
În conformitate cu Doctrina Stimson a Statelor Unite, legitimitatea ocupației sovietice a statelor baltice nu a fost niciodată recunoscută. Calitatea de autoritate diplomatică primară a fost exercitată de consulatul eston din New York,  în timp ce guvernul în exilul de la Oslo a fost, în mare măsură, simbolic. Consulatul eston din Irlanda se afla în proceduri legale. Navele estone au fost instruite să meargă într-un port sovietic. Trei nave estone (Otto, Piret și Mall) și două din Letonia (Rāmava și Everoja) au ales un port neutru în Irlanda. Ivan Maisky, ambasadorul Uniunii Sovietice în Regatul Unit, a solicitat ca Înalta Curte de la Dublin să-i acorde posesia navelor. Proprietarii acestora nu au putut fi contactați. Consulul onorific John McEvoy din Estonia s-a opus cu succes acțiunii.  Acest lucru a fost reamintit de Toomas Hendrik Ilves, președintele Estoniei. 
Cu toate acestea, guvernul eston în exil a servit pentru menținerea continuității statului eston. Ultimul prim-ministru cu atribuții de președinte, Heinrich Mark, a pus capăt activității guvernului în exil, când a predat prerogativele președintelui Lennart Meri la 8 octombrie 1992. Meri a emis o declarație de mulțumire adresată guvernului eston în exil pentru că a păstrat continuitatea legală a statului eston.

## Lista prim-miniștrilor în funcție

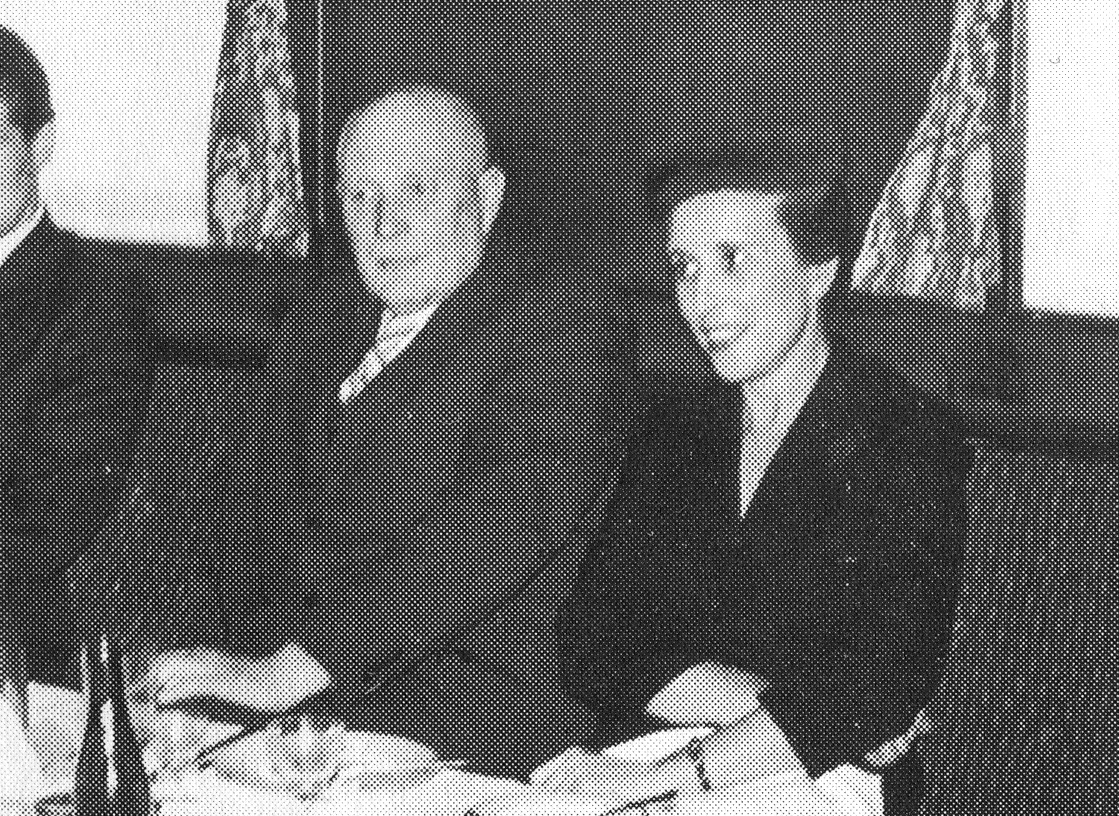
Aleksander Warma și soția sa la începutul anilor 1960

Aceasta este lista prim-miniștrilor în funcție (peaministri asetäitjad) ai guvernului eston în exil: 
- Johannes Sikkar (12 ianuarie 1953 - 22 august 1960) [16]
- Tõnis Kint (22 august 1960 - 1 ianuarie 1962)
- Aleksander Warma (1 ianuarie 1962 - 30 martie 1963)[17]
- Tõnis Kint (30 martie 1963 - 23 decembrie 1970)
- Heinrich Mark (8 mai 1971 - 1 martie 1990)
- Enno Penno (1 martie 1990 - 15 septembrie 1992)[18]